# Liste der Fornminnen in Ytterlännäs

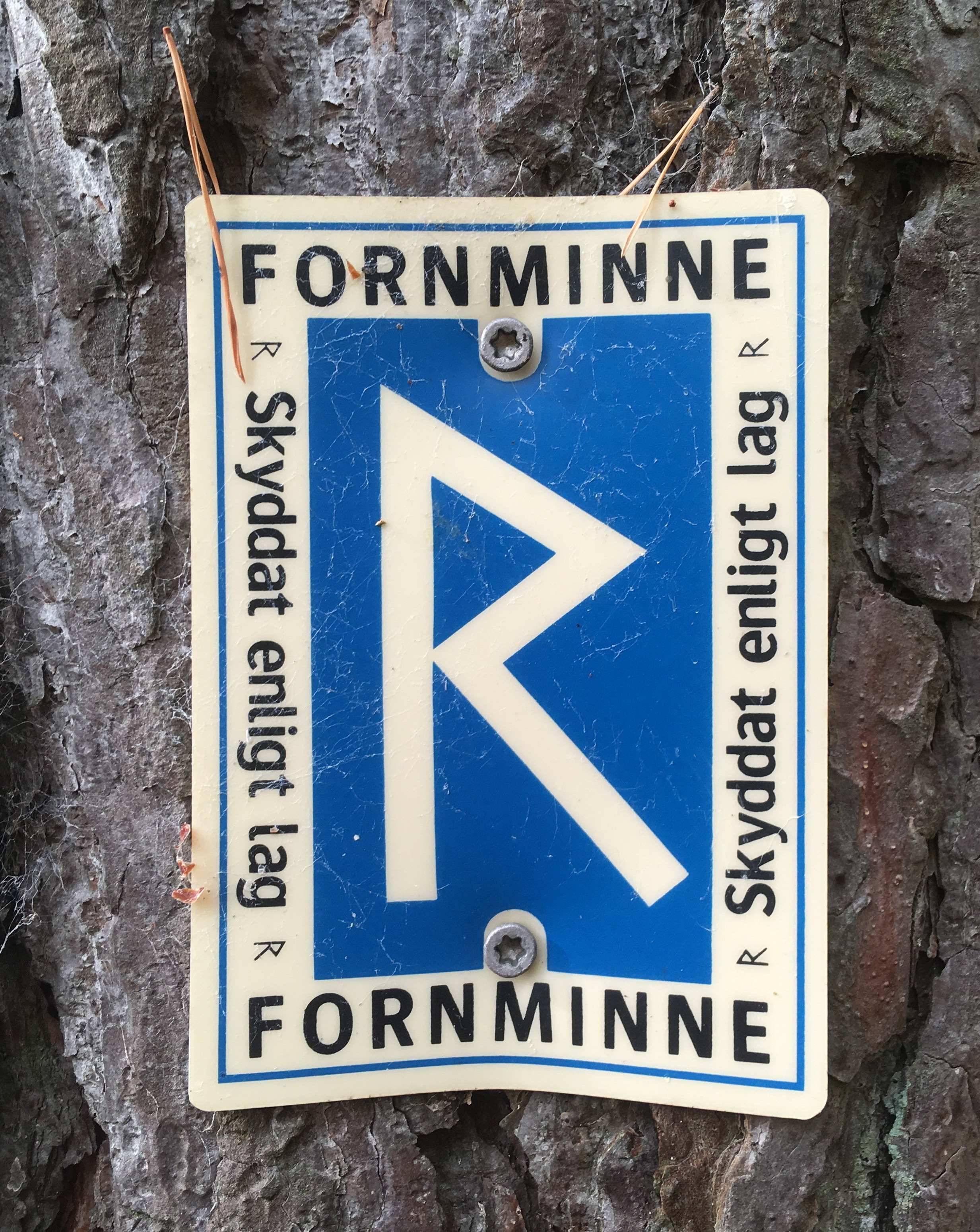
Zeichen für „Fornminnen“ in Schweden

Diese Liste der Fornminnen in Ytterlännäs zeigt die „Alten/antiken Denkmale“ (schwedisch fornminnen) im ehemaligen Socken Ytterlännäs in der heutigen Gemeinde Kramfors der schwedischen Provinz Västernorrlands län, sie ist eine Teilliste der „Liste der Fornminnen in Västernorrland“. Die Aufteilung basiert auf der historischen Zuordnung der Gebiete in Socken (siehe auch) und der Einteilung des Zentralamts für Denkmalpflege Riksantikvarieämbetet (RAÄ). Es werden die Fornminnen aufgeführt, die auf dem Suchdienst „Fornsök“ registriert sind, welcher weitere Informationen zu den bekannten kulturhistorischen Überresten in Schweden enthält.

## Begriffserklärung
Fornminnen (schwedisch für alte/antike Denkmale oder archäologische Funde) sind in Schweden alte Objekte und archäologische Funde (Fornlämningar), welche die Überreste menschlicher Aktivitäten in der Vergangenheit bezeichnen, die durch frühere Nutzung entstanden sind und dauerhaft aufgegeben wurden. Dabei gilt für Fornminnen, die vor 1850 entstanden sind, dass sie automatisch durch das Gesetz geschützt sind. Aber auch jüngere Überreste können zu Bodendenkmalen erklärt werden, wenn sie sich an ihrem ursprünglichen Standort befinden und weitgehend erdgebunden sind. Als Fornminnen zählen u. a. Siedlungen und Siedlungsreste aus prähistorischer Zeit, Gräber und Grabstätten, Burgruinen, Ruinen von Klöstern, Kirchen und Schlössern, Steine und Felsen mit Inschriften und Bildern (z. B. Runensteine und Petroglyphen), insofern sie nicht schon als Einzeldenkmal unter Byggnadsminnen (schwedisch für Baudenkmale) oder kyrkliga Kulturminnen (schwedisch für kirchliches Kulturgut) ausgewiesen sind.

## Legende
| ID           | = | ID.Nr. des Denkmalregisters (Fornsök) im schwedische Amt für nationales Kulturerbe (Riksantikvarieämbetet (RAÄ)) |
| Lage         | = | Koordinatenangabe des Standorts                                                                                  |
| Bezeichnung  | = | Bezeichnung des Denkmalobjekts (auch RAÄ-Nr.)                                                                    |
| Beschreibung | = | Name (Denkmaltyp/Dokumentenverweis im Arkivsök) sowie eine kurze Beschreibung des Objekts                        |
| Bild         | = | Bild des Objekts sowie Verweis auf weitere Bilder                                                                |

## Liste Fornminnen Ytterlännäs
| ID             | Lage    | Bezeichnung (RAÄ-Nr.)                     | Beschreibung | Bild           |
| -------------- | ------- | ----------------------------------------- | --- | -------------- |
| 10251100010001 | (Karte) | Ytterlännäs 1:1 Borgberget                | Ytterlännäs 1:1 (Wallburg / L1935:9443) Beschreibung ergänzen | Weitere Bilder |
| 10251100010002 | (Karte) | Ytterlännäs 1:2                           | Ytterlännäs 1:2 (Hausfundament / L1935:9444) Beschreibung ergänzen | Weitere Bilder |
| 10251100010004 | (Karte) | Ytterlännäs 1:4                           | Ytterlännäs 1:4 (Steinsetzung / L1935:8846) Beschreibung ergänzen | Weitere Bilder |
| 10251100030001 | (Karte) | Ytterlännäs 3:1                           | Ytterlännäs 3:1 (Gräberfeld / L1935:9517) ovales (40 x 25 m Umfang) Gräberfeld am Südufer des Sees Lesjön, bei Siedlung Ökne etwa 2,2 km nördlich „Ytterlännäs kyrka“; bestehend aus 5 Grabhügel von 5 bis 12 m Durchmesser und bis zu 1,3 m Höhe, 1 Hügel fast fast vollständig ausgegraben, 3 Hügel mit Mittelgruben | Weitere Bilder |
| 10251100040001 | (Karte) | Ytterlännäs 4:1                           | Ytterlännäs 4:1 (Hügelgrab / L1935:9209) westliches aus einer Gruppe von 3 Hügelgräbern; zusammen mit Ytterlännäs 4:2 (L1935:9208) und Ytterlännäs 4:3 (L1935:9207) am Südufer des Sees Lesjön, bei Siedlung Ökne etwa 2,3 km nördlich „Ytterlännäs kyrka“; rund mit einem Durchmesser von ca. 4 m und einer Höhe von etwa 0,5 m. Etwa 100 m südlich befindet sich das Gräberfeld Ytterlännäs 3:1 (L1935:9517).                   | Weitere Bilder |
| 10251100040002 | (Karte) | Ytterlännäs 4:2                           | Ytterlännäs 4:2 (Hügelgrab / L1935:9208) mittleres aus einer Gruppe von 3 Hügelgräbern; zusammen mit Ytterlännäs 4:1 (L1935:9209) und Ytterlännäs 4:3 (L1935:9207) am Südufer des Sees Lesjön, bei Siedlung Ökne etwa 2,3 km nördlich „Ytterlännäs kyrka“; am Hang befindlich, rund mit einem Durchmesser von ca. 4 m und einer Höhe von etwa 0,7 m. Etwa 100 m südlich befindet sich das Gräberfeld Ytterlännäs 3:1 (L1935:9517) | Weitere Bilder |
| 10251100040003 | (Karte) | Ytterlännäs 4:3                           | Ytterlännäs 4:3 (Hügelgrab / L1935:9207) östliches aus einer Gruppe von 3 Hügelgräbern; zusammen mit Ytterlännäs 4:1 (L1935:9209) und Ytterlännäs 4:2 (L1935:9208) am Südufer des Sees Lesjön, bei Siedlung Ökne etwa 2,3 km nördlich „Ytterlännäs kyrka“; oval (ca. 8 x 5 m Umfang) mit einer Höhe von etwa 0,8 m und am Südand stark beschädigt. Etwa 100 m südlich befindet sich das Gräberfeld Ytterlännäs 3:1 (L1935:9517)   | Weitere Bilder |
| 10251100050001 | (Karte) | Ytterlännäs 5:1                           | Ytterlännäs 5:1 (Hügelgrab / L1935:8608) Beschreibung ergänzen | Weitere Bilder |
| 10251100050002 | (Karte) | Ytterlännäs 5:2                           | Ytterlännäs 5:2 (Hügelgrab / L1935:9156) Beschreibung ergänzen | Weitere Bilder |
| 10251100050003 | (Karte) | Ytterlännäs 5:3                           | Ytterlännäs 5:3 (Hügelgrab / L1935:9534) Beschreibung ergänzen | Weitere Bilder |
| 10251100060001 | (Karte) | Ytterlännäs 6:1                           | Ytterlännäs 6:1 (Hügelgrab / L1935:9536) Beschreibung ergänzen | Weitere Bilder |
| 10251100060002 | (Karte) | Ytterlännäs 6:2                           | Ytterlännäs 6:2 (Hügelgrab / L1935:9535) Beschreibung ergänzen | Weitere Bilder |
| 10251100070001 | (Karte) | Ytterlännäs 7:1                           | Ytterlännäs 7:1 (Gräberfeld / L1935:8972) Beschreibung ergänzen | Weitere Bilder |
| 10251100080001 | (Karte) | Ytterlännäs 8:1                           | Ytterlännäs 8:1 (Steinsetzung / L1935:5883) Beschreibung ergänzen | Weitere Bilder |
| 10251100080002 | (Karte) | Ytterlännäs 8:2                           | Ytterlännäs 8:2 (Steinsetzung / L1935:6087) Beschreibung ergänzen | Weitere Bilder |
| 10251100080003 | (Karte) | Ytterlännäs 8:3                           | Ytterlännäs 8:3 (Hausfundament / L1935:5884) Beschreibung ergänzen | Weitere Bilder |
| 10251100090001 | (Karte) | Ytterlännäs 9:1                           | Ytterlännäs 9:1 (Hügelgrab / L1935:5874) rundes (ca. 10 m Durchmesser) Hügelgrab mit bis zu 1 m Höhe am Ostufer des Edsfjärden nördlich Ytterlännäs, bei Grundstück Sunnanåker 211. Die Kuppe ist abgeflacht mit einer Fläche von 4 x 3 m, das Grab ist stark beschädigt durch den Bau der Straße und des benachbarten Lagerhaus.                                                                                                 | Weitere Bilder |
| 10251100100001 | (Karte) | Ytterlännäs 10:1                          | Ytterlännäs 10:1 (Hügelgrab / L1935:6020) Beschreibung ergänzen | Weitere Bilder |
| 10251100100002 | (Karte) | Ytterlännäs 10:2                          | Ytterlännäs 10:2 (Hügelgrab / L1935:6021) Beschreibung ergänzen | Weitere Bilder |
| 10251100100003 | (Karte) | Ytterlännäs 10:3                          | Ytterlännäs 10:3 (Hügelgrab / L1935:6022) Beschreibung ergänzen | Weitere Bilder |
| 10251100110001 | (Karte) | Ytterlännäs 11:1                          | Ytterlännäs 11:1 (Steinhügelgrab / L1935:5848) Beschreibung ergänzen | Weitere Bilder |
| 10251100120001 | (Karte) | Ytterlännäs 12:1                          | Ytterlännäs 12:1 (Steinsetzung / L1935:6008) runde (etwa 6 m Durchmesser) Steinsetzung, nur etwa 0,3 m hoch und tw. mit bis zu 0,5 m großen Steinen bedeckt; befindet sich am Westufer des Ångermanälven südlich der Ortschaft Nyland bei der Siedlung Rossö. | Weitere Bilder |
| 10251100150001 | (Karte) | Ytterlännäs 15:1                          | Ytterlännäs 15:1 (Steinsetzung / L1935:5901) unregelmäßige (etwa 3 x 4 m) Steinsetzung neben dem Seniorenheim „Nybo Äldreboende“ in der Viaduktsgatan 6 in Nyland, Oberfläche stark abgenutzt im Süden durch Bewässerungsgraben beschädigt. | Weitere Bilder |
| 10251100160001 | (Karte) | Ytterlännäs 16:1                          | Ytterlännäs 16:1 (Hügelgrab / L1935:5733) rundes (etwa 16 m Durchmesser) Hügelgrab mit flachen (etwa 6 m Durchmesser) Scheitel bis zu 0,6 m hoch; nördlich der Halle Fågelvägen 8 in Nyland | Weitere Bilder |
| 10251100180001 | (Karte) | Ytterlännäs 18:1                          | Ytterlännäs 18:1 (Steinsetzung / L1935:5976) Beschreibung ergänzen | Weitere Bilder |
| 10251100180002 | (Karte) | Ytterlännäs 18:2                          | Ytterlännäs 18:2 (Steinsetzung / L1935:5977) Beschreibung ergänzen | Weitere Bilder |
| 10251100180003 | (Karte) | Ytterlännäs 18:3                          | Ytterlännäs 18:3 (Steinsetzung / L1935:5975) Beschreibung ergänzen | Weitere Bilder |
| 10251100190001 | (Karte) | Ytterlännäs 19:1                          | Ytterlännäs 19:1 (Hügelgrab / L1935:5804) Beschreibung ergänzen | Weitere Bilder |
| 10251100200001 | (Karte) | Ytterlännäs 20:1                          | Ytterlännäs 20:1 (Steinsetzung / L1935:5966) Beschreibung ergänzen | Weitere Bilder |
| 10251100200002 | (Karte) | Ytterlännäs 20:2                          | Ytterlännäs 20:2 (Hügelgrab / L1935:6028) Beschreibung ergänzen | Weitere Bilder |
| 10251100210001 | (Karte) | Ytterlännäs 21:1                          | Ytterlännäs 21:1 (Steinsetzung / L1935:6030) Beschreibung ergänzen | Weitere Bilder |
| 10251100230001 | (Karte) | Ytterlännäs 23:1                          | Ytterlännäs 23:1 (Steinsetzung / L1935:6019) Beschreibung ergänzen | Weitere Bilder |
| 10251100360001 | (Karte) | Ytterlännäs 36:1 Ytterlännäs Ödekyrkogård | Ytterlännäs 36:1 (Friedhof / L1935:9590) alter Friedhof (ca. 40 x 35 m Umfang) um die alte Kirche von Ytterlännäs (als schwedisch „Ytterlännäs gamla kyrka“ bezeichnet), bei Sunnanåker 323, von einer Natursteinmauer umgeben, die letzten Beerdigungen fanden um 1854 statt, Kirche wird heute noch als Sommerkirche genutzt.                                                                                                   | Weitere Bilder |
| 10251100630001 | (Karte) | Ytterlännäs 63:1                          | Ytterlännäs 63:1 (Hügelgrab / L1935:8611) Beschreibung ergänzen | Weitere Bilder |
| 10251100630002 | (Karte) | Ytterlännäs 63:2                          | Ytterlännäs 63:2 (Steinsetzung / L1935:8612) Beschreibung ergänzen | Weitere Bilder |
| 10251100790001 | (Karte) | Ytterlännäs 79:1                          | Ytterlännäs 79:1 (Alm / L1935:8920) Beschreibung ergänzen | Weitere Bilder |
| 10251100900001 | (Karte) | Ytterlännäs 90:1                          | Ytterlännäs 90:1 (Alm / L1935:5789) Beschreibung ergänzen | Weitere Bilder |
| 10251100990001 | (Karte) | Ytterlännäs 99:1                          | Ytterlännäs 99:1 (Alm / L1935:9283) Beschreibung ergänzen | Weitere Bilder |